# Inteligencia de fuentes abiertas
La inteligencia de fuentes abiertas (en inglés: open-source intelligence, también conocida por su acrónimo OSINT) es una metodología multifactorial (cualitativa y cuantitativa) de recolección, análisis y toma de decisiones sobre datos de fuentes disponibles de forma pública para ser utilizados en un contexto de inteligencia. En la comunidad de inteligencia, el término «abiertas» se refiere a fuentes disponibles públicamente, en el sentido de opuestas a fuentes secretas o clandestinas. No está relacionado con el software libre o software de fuentes abiertas, ni con la inteligencia colectiva.
A diferencia de otras fuentes de inteligencia, como pueden ser la inteligencia de fuentes humanas (HUMINT) o la inteligencia mediante imágenes (IMINT), entre otros, la inteligencia de fuentes abiertas no hace mención a la técnica utilizada, sino al potencial de acceso a fuentes de las cuales recopilar inteligencia.

## Características de OSINT
El uso de la inteligencia de fuentes abiertas (OSINT) presenta unas características concretas, como son:
- Eficiencia: debido a la inversión de recursos y el balance entre el tiempo empleado con los beneficios obtenidos.
- Rapidez: la información de fuentes abiertas ayuda de forma más diligente a llevar a cabo el ciclo de inteligencia.
- Intermediado: debido a que los datos y la información que se obtiene ha sido generada por terceros, se conoce que las fuentes, al menos, han pasado por un intermediario.
- Dependencia: esto hace referencia al concepto de intermediario, donde siempre habrá una fuente de información y un receptor de esta, generando así una dependencia entre ambos.
- Accesibilidad: debido a bajo coste económico y la fácil accesibilidad, los obtenedores pueden navegar fácilmente en buscar información OSINT.
- Voluminosidad: al existir una gran red global, la obtención de información OSINT es, por lo general, exitosa gracias al número de individuos que comparten información pública y, se convierten así en fuente de información accesible.

## Utilidades de OSINT
La metodología de inteligencia de fuentes abiertas (OSINT) tiene usos muy diversos, desde prevenir o parar amenazas de seguridad, investigación de mercado hasta inteligencia competitiva, por lo que es utilizado por distintos organismos, como, por ejemplo, gobiernos, empresas y organizaciones no gubernamentales.
Los métodos más comunes en los que OSINT puede ser utilizado son:
1. Seguridad e Inteligencia: recopilar información de amenazas de seguridad, como puede ser actividad terrorista o ciberataques, o para recopilar información sobre gobiernos, organizaciones o individuos extranjeros.
2. Estudio de mercado: recopilación de información para planificar estrategias o decisiones empresariales, analizando así información sobre competidores, tendencias industriales o el comportamiento de los consumidores.
3. Investigación académica: utilizada por investigadores para recolectar información y datos.
4. Periodismo de investigación: uso de modo que recolecta información sobre temas variados, que pueden variar desde políticas, negocios y crimen, que ayudará a descubrir nuevas historias o proporcionar evidencias.
5. Procedimientos legales: compendiar información sobre evidencias o conductas debido a las diligencias de potenciales testigos o acusados.
6. Análisis de sentimiento[4]: Encuentra el sentimiento del contenido sobre una temática o entidad a lo largo de las redes sociales o publicaciones web

## Categorías de flujos de información
Las fuentes de OSINT se pueden dividir en seis categorías de flujos de información:
- Medios de comunicación: periódicos, revistas, emisoras de radio y cadenas de televisión;
- Internet: publicaciones en línea, blogs, grupos de discusión, medios ciudadanos (como vídeos grabados con teléfono móvil y contenidos creados por usuarios), YouTube y redes sociales (como Facebook, Twitter o Instagram).
- Datos gubernamentales: informes, presupuestos, audiencias, guías telefónicas, conferencias de prensa, mítines, discursos y sitios web gubernamentales.
- Publicaciones profesionales y académicas: información sacada de revistas académicas, conferencias, simposios, disertaciones y tesis.
- Datos comerciales: imágenes comerciales, evaluaciones financieras e industriales y bases de datos.
- Literatura gris: informes técnicos, preimpresiones, patentes, documentos de trabajo, documentos comerciales, trabajos inéditos y boletines.

## Tipos de fuentes de información OSINT
Las fuentes de información OSINT es toda aquella información que podemos obtener mediante las fuentes públicas, por lo que encontramos cinco tipos de fuente:
1.    Publicaciones formato papel.
2.    Medios tradicionales de información y comunicación: radio, televisión, periódicos, etc.
3.    Fotografías, imágenes, vídeos, etc., de acceso público.
4.    Información geoespacial de acceso público (IMINT).
5.    Internet en general, Deep Web y Dark Web: conforman la fuente principal de información.

## Métodos de obtención OSINT
Para la obtención de información mediante la inteligencia de fuentes abiertas (OSINT), existen tres métodos que pueden utilizarse:
1. Mediante la obtención activa: a través de este método, el analista interactúa directamente con su objetivo, es decir, llevará a cabo consultas periódicas al servidor que quiere analizar, realizando la acción sin pasar desapercibido. Se aprovecha de vulnerabilidades, correos electrónicos, sistemas operativos, etc., lo que puede dejar rastro y el administrador, si tiene los conocimientos suficientes, puede conseguir ver los registros e intentos de los dispositivos que se han utilizado. Gracias a este método, el analista logra más información que con los métodos siguientes.
2. Mediante la obtención pasiva: Consta de obtener información sobre el objetivo siendo discretos, que el administrador no tenga conocimientos sobre el analista. Es por ello, que se deben tener en cuenta una serie de precauciones técnicas a la hora de recopilar esa información, y que no quede rastro de la presencia del profesional en la red. Debido a que solamente va a poner acceder a la información que se pone en evidencia, la función del obtenedor/analista va a ser reducida a obtener los datos que van circulando por la red que el objetivo va generando.
3. Mediante la obtención semi-pasiva: Trata de que el profesional debe generar tráfico en la red a través de consultas al dispositivo, que es donde se encuentra la información que se quiere obtener y analizar. Igual que en la obtención pasiva, es muy importante mantener un perfil discreto pero a éste método le acompaña el riesgo del desconocimiento de los riesgos, por lo que será más fácil que el objetivo detecte al obtenedor/analista.

## Herramientas OSINT para recabar información relevante
Uno de los inconvenientes de la inteligencia en fuentes abiertas es el enorme volumen de datos con el que se trata. Por eso es imprescindible emplear herramientas para recopilar información y organizarla. Algunas de las herramientas más usadas para obtener información son las siguientes:
1. Motores de búsqueda genéricos: A través de los buscadores genéricos como Google, Bing o Yahoo! podemos extraer mucha información. Para encontrar resultados relevantes, es necesario aplicar técnicas de búsqueda avanzadas.
2. Buscadores especializados: También existen motores de búsqueda diseñados para ejecutar una labor muy específica. Existen buscadores específicos para buscar a personas, los cuales te permiten recabar información sobre una persona a partir de sus datos personales. Otro tipo de buscadores nos facilitan encontrar la dirección de correo electrónico de una persona. Además existen buscadores que, disponiendo de una fotografía de una persona, podemos buscar más información en internet de dicha persona.
3. Redes sociales: Con la metodología adecuada, es posible obtener información muy relevante de redes sociales como Facebook, Twitter, Instagram, LinkedIn y TikTok.
4. Extracción de metadatos: El análisis de los metadatos de una imagen (información que está “oculta” en el código informático del archivo) forma parte de las técnicas OSINT. Gracias a esto podemos saber:
  1. La fecha y la hora en que se realizó la foto.
  2. El modelo de la cámara o móvil.
  3. Quien es el dueño del dispositivo.
  4. Si la imagen ha sido recortada, editada o modificada de algún modo.
  5. Ubicación geográfica donde se tomó la fotografía.
5. Geolocalización: Hay casos en los que necesitamos determinar la ubicación de una persona o de un sitio web o averiguar dónde se ha tomado una imagen. Para estos casos contamos con diversas herramientas de geolocalización como las siguientes:
  1. Herramientas para geolocalizar IPs.
  2. Herramientas que permite buscar vídeos que se han grabado en una ubicación específica.
  3. Google Maps y Google Earth: combinando las imágenes satelitales con las tomadas “a pie de calle” es posible recabar mucha información sobre un lugar.

## Roles profesionales
Los roles profesionales que se pueden encontrar en cualquier ambiente donde se trabaje con la aplicación de Inteligencia, son los siguientes:
- Director: se encarga de dirigir la Unidad de Inteligencia, de la gestión de los recursos y de la planificación de las actividades.
- Obtenedor: se encargan de seleccionar aquellas fuentes de las que obtienen la información que deseen.
- Analista de Inteligencia: se encargan de contrastar aquella información que se ha obtenido y, además, deben producir inteligencia a través de técnicas estructuradas y no estructuradas. Por otro lado, también son los encargados de realizar los Informes de Inteligencia, donde se pueden encontrar las conclusiones de los análisis realizados.

Explicados los tres principales roles profesionales, cabe destacar que, el profesional OSINT, debe presentar elementales capacidades analíticas, ya que deberá evaluar la información que se ha seleccionado. Además, es preferible y necesario que éstos profesionales tengan una formación en gestión de recursos y de unidades de Inteligencia y análisis.